# Hockey Novara 2008-2009
Questa voce raccoglie le informazioni riguardanti l'Hockey Novara nelle competizioni ufficiali della stagione 2008-2009.

## Maglie e sponsor
Lo sponsor ufficiale per la stagione 2008-2009 fu EdilPresta Snc costruzioni edili.
| 1ª divisa | 2ª divisa |

## Organico

### Giocatori
| N° | Naz.                 | Ruolo | Sportivo              |  |  |  |
| -- | -------------------- | ----- | --------------------- |  |  |  |
|    | Italia (bandiera)    | E     | Pietro Arlone         |  |  |  |
|    | Italia (bandiera)    | E     | Bruno Cavani          |  |  |  |
|    | Argentina (bandiera) | E     | Franco Lombino        |  |  |  |
|    | Argentina (bandiera) | E     | Valentin Lombino      |  |  |  |
|    | Italia (bandiera)    | E     | Fabrizio Mastropierro |  |  |  |
|    | Argentina (bandiera) | E     | Fernando Montigel     |  |  |  |
|    | Italia (bandiera)    | P     | Andrea Ortogni        |  |  |  |
|    | Argentina (bandiera) | E     | Franco Pellice        |  |  |  |
|    | Argentina (bandiera) | E     | Ariel Romero          |  |  |  |
|    | Italia (bandiera)    | P     | Daniele Volpe         |  |  |  |

### Staff tecnico
- Allenatore:  Tommaso Colamaria